# Raid de l'Akla
Guerre du Sahel
Batailles
- Lemgheity
- Tourine
- Garn-Akassa
- Araouane
- Akla
- Areich Hind
- Wagadou
- Bassikounou

Le raid de l'Akla a lieu le 22 juillet 2010 pendant la guerre du Sahel. Les forces armées mauritaniennes et françaises s'emparent d'un camp d'AQMI, mais les jihadistes salafistes exécutent l'otage français Michel Germaneau.

## Déroulement
Le 22 juillet 2010, les groupements spéciaux d'intervention des forces armées mauritaniennes, soutenues par le centre parachutiste d'instruction spécialisée du Service Action de la DGSE, effectuent un raid sur un camp d'AQMI en territoire malien, à 150 kilomètres de la frontière mauritanienne. Cette opération est menée sans qu'Amadou Toumani Touré le président du Mali en soit informé, ce dernier étant jugé peu actif dans la lutte contre les jihadistes,.
Le lieu du combat n'est pas connu avec précision, le raid est mené dans l'Akla, dans le désert de la région de Tombouctou, au nord de la ville de Tombouctou,.
Selon le ministre mauritanien de la Défense Mohamed Ould Boilil, les islamistes préparaient une attaque sur la base militaire de Bassikounou. Mais pour les Français, l'objectif est de délivrer l'otage Michel Germaneau, un humanitaire français de 78 ans enlevé le 19 avril 2010 au nord du Niger par des jihadistes de la katiba d'Abdelhamid Abou Zeïd. Le campement islamiste avait été repéré par un avion de la DGSE. Cependant, d'après Mohamed Ould Boilil, l'opération mauritanienne n'avait pas pour but de libérer l’otage français.
Le camp, défendu par environ 10 combattants, est pris par les assaillants, environ 20 à 30 Français et un nombre plus important de Mauritaniens ont pris part aux affrontements, cependant l'otage français ne se trouvait pas sur les lieux,,,.
Deux habitants de Tombouctou sont également arrêtés par des soldats mauritaniens, ils sont relâchés quelques jours plus tard.

## Pertes
Selon Mohamed Ould Boilil, six jihadistes ont été tués et quatre autres se sont enfuis, dont un blessé. Des explosifs, des armes, des moyens de communication et des documents sont saisis, ainsi que des munitions qui sont détruites. Selon le ministre aucun soldat mauritanien n'est tué ou blessé. Il ajoute que « La Mauritanie remercie la France pour l’assistance fournie dans le domaine des renseignements ».
Dans un message diffusé le 1er août par des sites islamistes, Abdelmalek Droukdel confirme que 6 moudjahidines sont morts lors du combat.

## Exécution de l'otage français
AQMI envoie une cassette audio la chaîne d'information Al-Jazira qui publie l'information le 25 juillet. Dans ce message, Abdelmalek Droukdel, émir d'AQMI, déclare que l'otage français Michel Germaneau a été exécuté en représailles à l'attaque franco-mauritanienne.
Selon un élu malien, l'otage français est décapité sous les yeux d'Abdelhamid Abou Zeid. Le premier ministre français François Fillon juge cependant ces déclarations « inexactes ».
D'après le journaliste Jean-Dominique Merchet, il est vraisemblable que Michel Germaneau soit mort de la privation des médicaments que nécessitait sa maladie cardiaque et dont il ne disposait en quantité suffisante que jusqu'au 18 juin, et « on ignore les raisons politiques qui ont poussé le président Nicolas Sarkozy à évoquer son exécution (dont aucune preuve n'existe à ce jour) »
Selon un intermédiaire malien dans les négociations d'otages, l'humanitaire français a bien été tué en représailles du raid. Enfin, d'après Béchir Bessnoun, un combattant tunisien d'AQMI arrêté au Mali en 2011 lors d'une tentative d'attentat contre l'ambassade de France à Bamako, Michel Germaneau a été exécuté d'une balle à la tête à l'Adrar Tigharghar dans l'Adrar des Ifoghas. Il aurait été tué de la main d'Hamada Ag Hama, dit Abdelkrim le Touareg, sur ordre d'Abou Zeïd et de Djamel Okacha,. La version d'une exécution juste après le raid est jugée probable par Vincent Nouzille.
Selon le ministre français de la Défense Hervé Morin, les autorités françaises n'avaient aucun contact avec les ravisseurs. Cependant dans un message diffusé le 1er août par des sites islamistes, Abdelmalek Droukdel conteste ces propos et affirme que l'attaque a été menée alors que des négociations étaient en cours.
L'opération est vue comme un « grave échec » par le Service Action et l'Elysée. Le corps de Germaneau n'a pas été retrouvé, son passeport est cependant découvert en avril 2013 par des soldats tchadiens lors de la bataille de Tigharghâr.